# Sebastián de Belalcázar-emlékmű
A Sebastián de Belalcázar-emlékmű a kolumbiai Cali városának egyik jelképe, a település alapítóját, Sebastián de Belalcázart ábrázolja.

## Története
Az ötlet, hogy a város alapítójának emlékművet kellene emelni, az 1930-as években született meg, amikor Cali-szerte az alapítás 400. évfordulójára készülődtek. Készítésével a spanyol Victorio Macho szobrászt bízták meg, aki saját hazájában készítette el az alkotást, amit ezután hajón Buenaventura kikötőjébe szállították, onnan pedig öszvérháton cipelték át a hegyeken Caliba, majd felállították a talapzatára. Felavatására végül nem a 400. évfordulón, hanem napra pontosan egy évvel később, 1937. július 25-én került sor.
2021. április 28-án miszak indiánok egy csoportja ledöntötte a szobrot, mivel a spanyol konkvisztádor személyét az indiánok elnyomásának jelképének tartották. A ledöntött szobrot másnap az önkormányzat biztonságba helyezte, megkezdték javítását, de ekkor még nem döntötték el, mi legyen a végleges sorsa. A miszakok ellen büntetőfeljelentést tettek. A szobor végül másfél évvel később, 2022 novemberében került vissza eredeti helyére.

## Leírása
A kőtalapzaton álló bronzszobor Cali nyugati részén, a Belalcázarról elnevezett dombon áll, mellőle jó kilátás nyílik kelet, vagyis a város felé. A szobor alakja jobb kezével nyugat felé mutat, jelezve a tenger irányát, míg baljával híres, Tizona nevű kardjára támaszkodik. A talapzaton a város címerét helyezték el.

## Képek

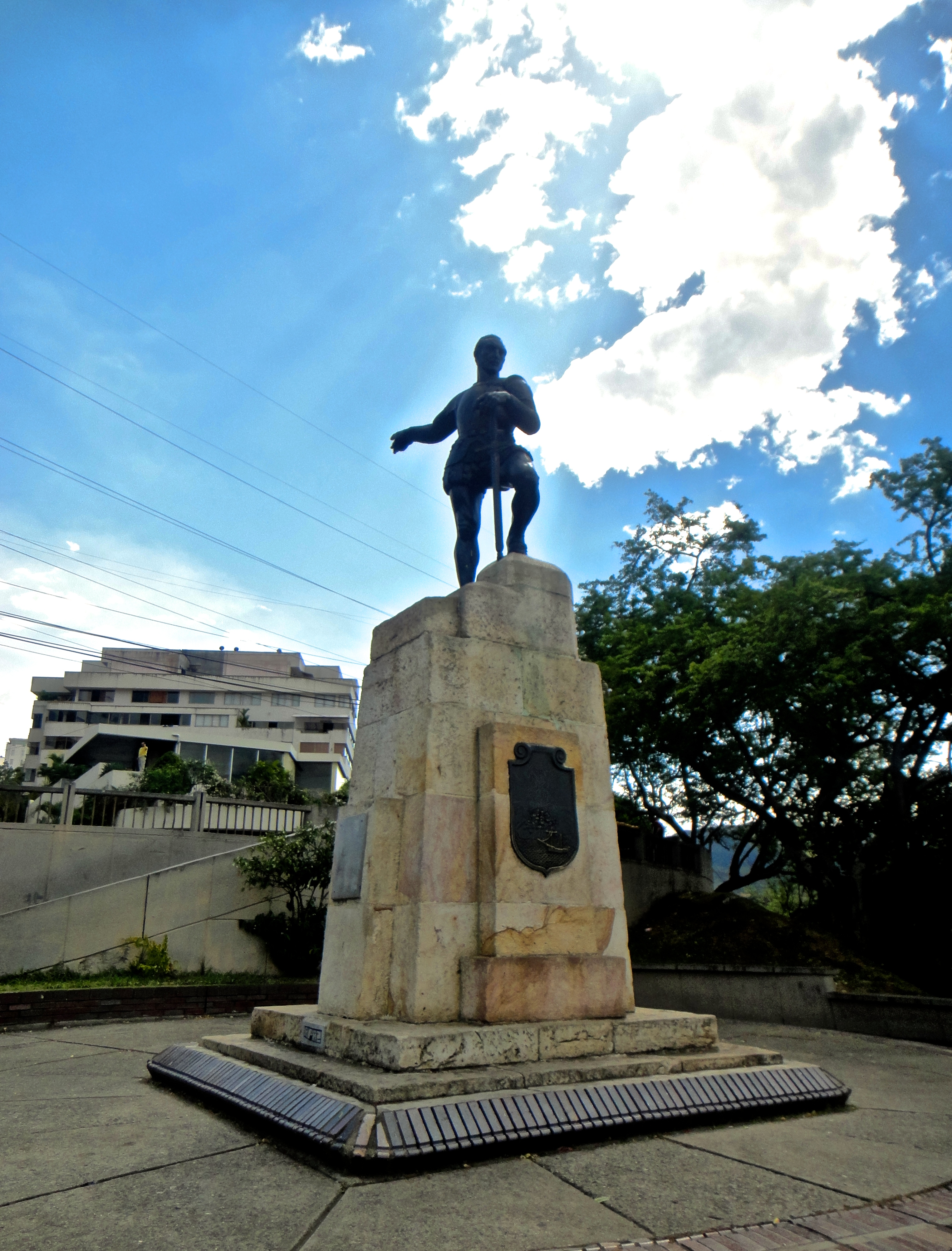
Az emlékmű
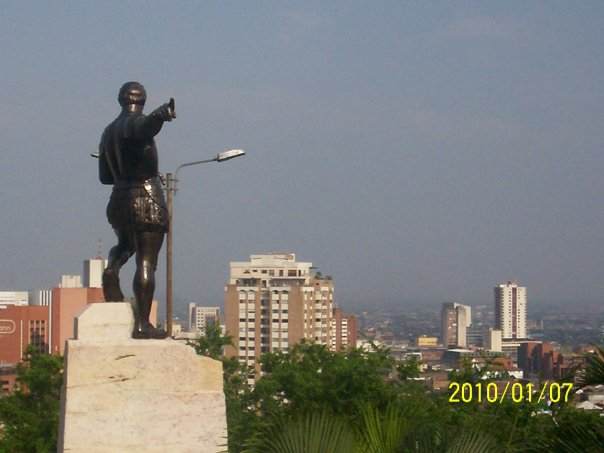
Háttérben a város
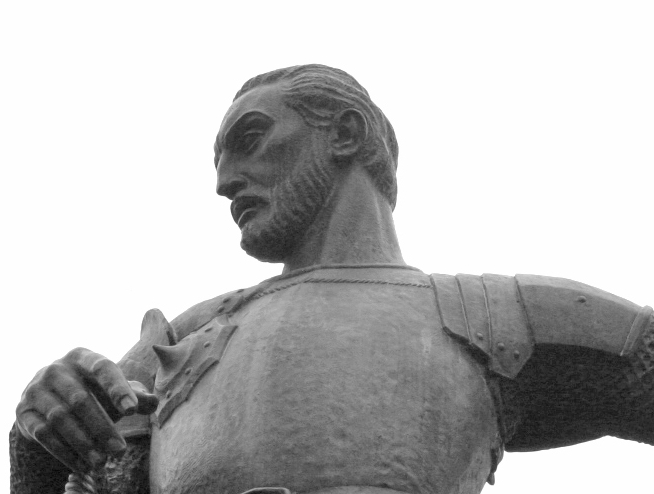
Közelről
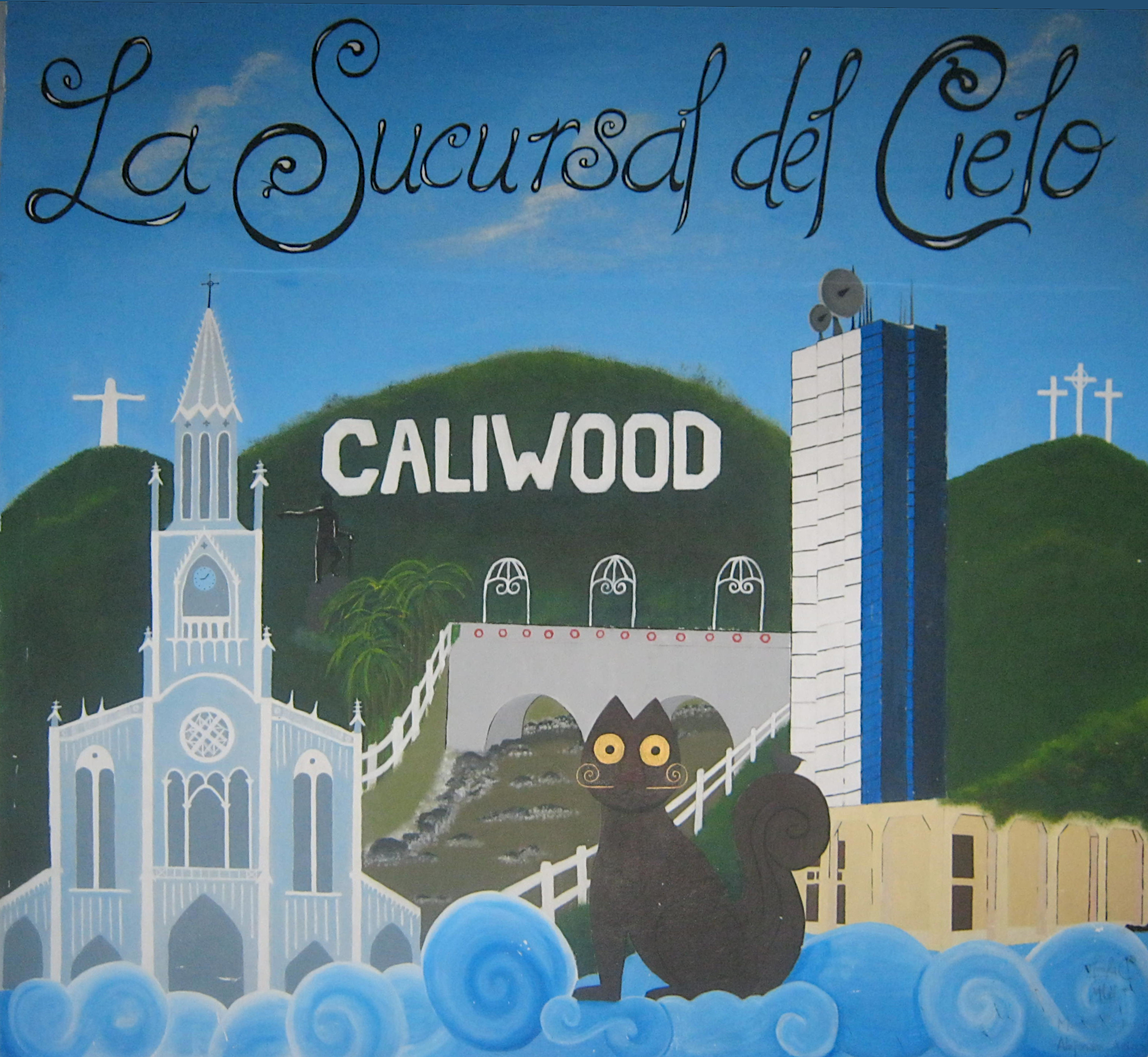
A város nevezetességei között egy falfestményen